# Мухамедьяров, Гашим Идрисович
Гаши́м Идри́сович Мухамедья́ров (19 ноября 1900, г. Буинск, Симбирская губерния, Российская империя  — 7 января, 1952, Казань, Татарская АССР, РСФСР) ― советский татарский врач, хирург, доктор медицинских наук (1951), профессор, Заслуженный врач Татарской АССР (1940).

## Биография
Родился 19 ноября 1900 года в городе Буинск, Симбирская губерния, Российская империя.
В 1928 году окончил Первый Ленинградский государственный медицинский институт, после которого работал там же в кожно-венерологической клинике.
Вернувшись на родину, с 1929 года Мухамедьяров работал заведующим участковой больницей в селе Сабы Мамадышского кантона Татарской АССР.
Затем, с 1930 года делал различные операции в хирургической клинике имени А. В. Вишневского. В 1934 году начал преподавать в Казанском медицинском институте, где был заведующим кафедрой факультетской хирургии, работал здесь до 1951 года.
С началом Великой Отечественной войны был мобилизован военным врачом в Красную армию. Здесь был полевым хирургом на Юго-Западном фронте, потом на 1-м Прибалтийском фронте. На войне награждён орденами: Орден Красной Звезды, Орден Отечественной войны II степени (1944), Орден Отечественной войны I степени (1945); и медалями: «За оборону Сталинграда», «За победу над Германией в Великой Отечественной войне 1941—1945 гг.».
После демобилизации с 1945 года был главным врачом Казанской городской клинической больницы № 3.
В 1951 году Мухамедьяров назначен директором Казанского государственного института для усовершенствования врачей. Мухамедьяров является автором работ по вопросам механизма действия новокаинового блока по методу Вишневского.
Умер 7 января 1952 года в Казани.

## Награды и звания
- Орден Красной Звезды (1942)
- Орден Отечественной войны II степени (1944)
- Орден Отечественной войны I степени (1945)
- Орден «Знак Почёта»
- Медаль «За оборону Сталинграда»
- Медаль «За победу над Германией в Великой Отечественной войне 1941—1945 гг.»
- Заслуженный врач Татарской АССР (1940)

## Сочинения
- Опыт применения аутогемотерапии при воспалительных гнойных процессах // Труды Казанского медицинского института. 1935. Том 1-2 (соавтор).
- Результаты хирургического лечения язв желудка и 12-перстной кишки // Казанский медицинский журнал. 1937. № 3 (соавтор).